# Дундазит
Дундазит — гідроксилкарбонат свинцю та алюмінію.

## Етимологія та історія
Дундасит вперше був знайдений в 1893 році в «Шахті Аделеїт» в Дандесі (район Зіхан) в Тасманії. Описаний Вільямом Фредериком Петтердом (1849—1910), любителем-мінералогом. Названо за місцем першознахідки.

## Загальний опис
Хімічна формула: Pb2Al4(CO3)4 (OH)83H2O.
Містить (%): PbO — 46; Al2О3 — 21,01; CO2 — 18,14; H2O — 14,85.
Сингонія ромбічна.
Густина 3,25.
Твердість 2.
Колір білий.
Асоціює з крокоїтом та лімонітом.
Виявлений на Тасманії. Знайдений у соляних родовищах Тіролю.
Інша назва дандасит.